# فرودگاه بنارس
فرودگاه بنارس  (به انگلیسی: Varanasi Airport) (به زبان بومی: Babatpur Airport बाबतपुर हवाई अड्डा) یک فرودگاه همگانی  با کد یاتا VNS است که یک باند فرود آسفالت دارد و طول باند آن ۲۷۴۵ متر است. این فرودگاه در شهر بنارس کشور هند قرار دارد و در ارتفاع ۸۱ متری از سطح دریا واقع شده است.

## نگارخانه

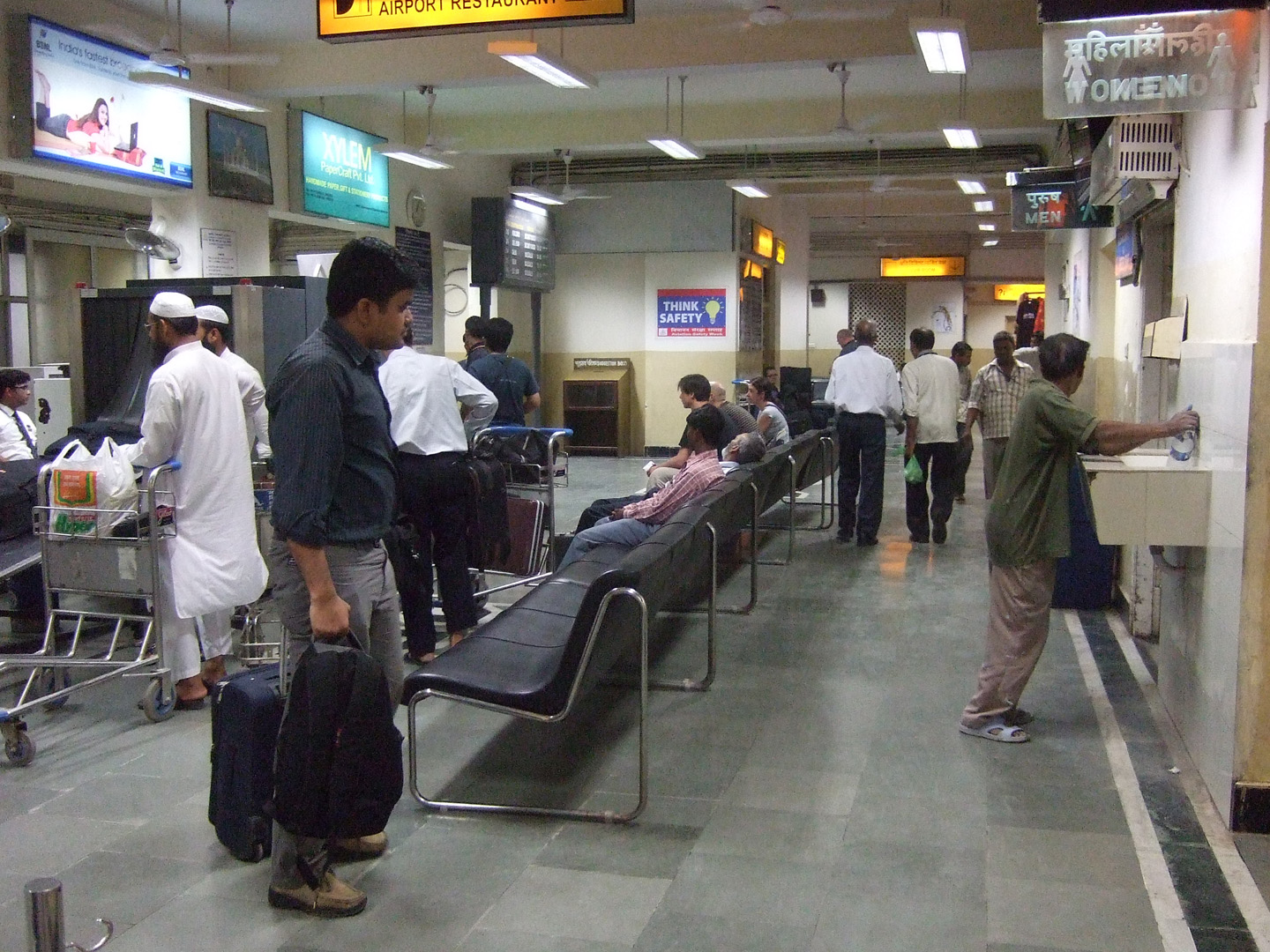
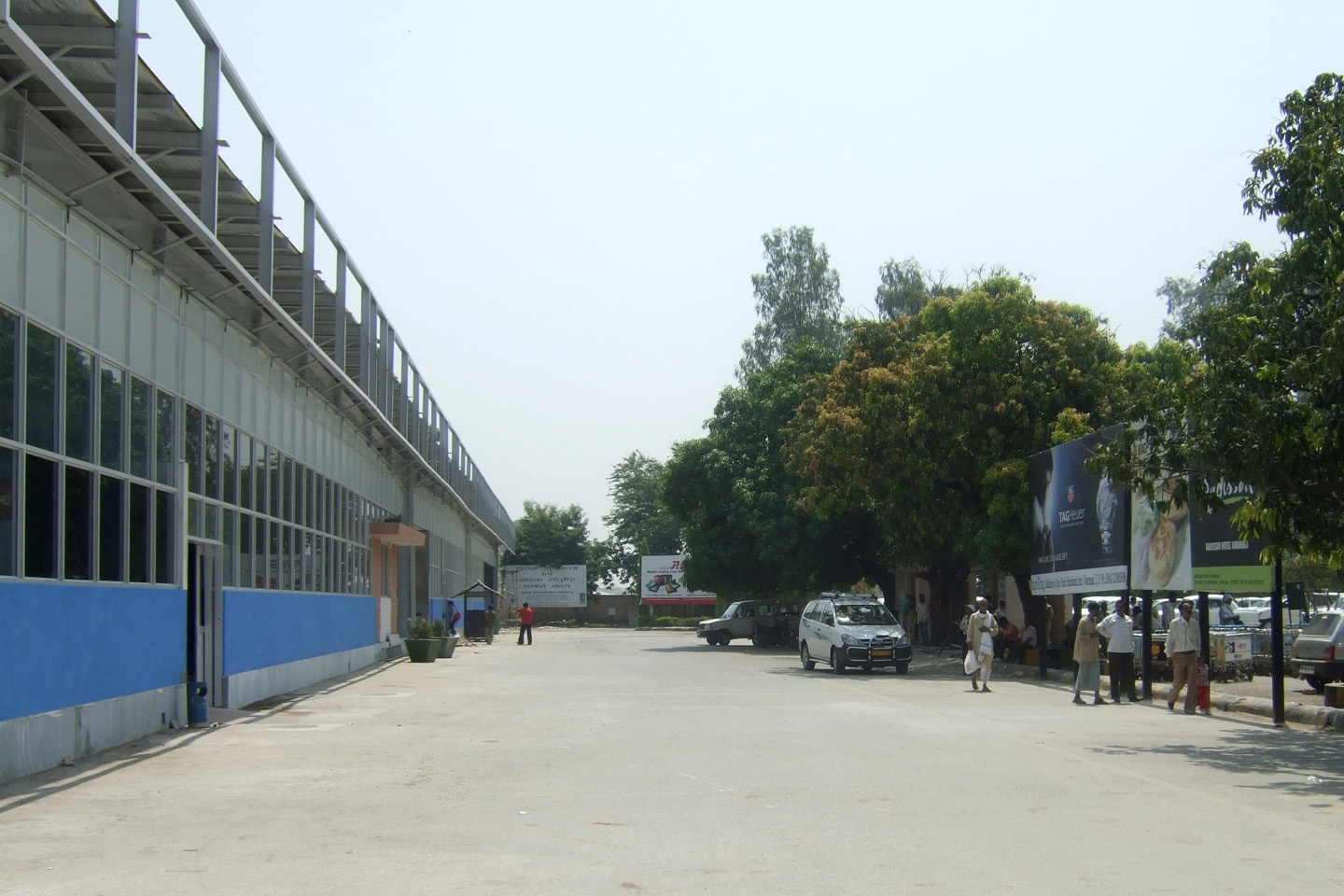
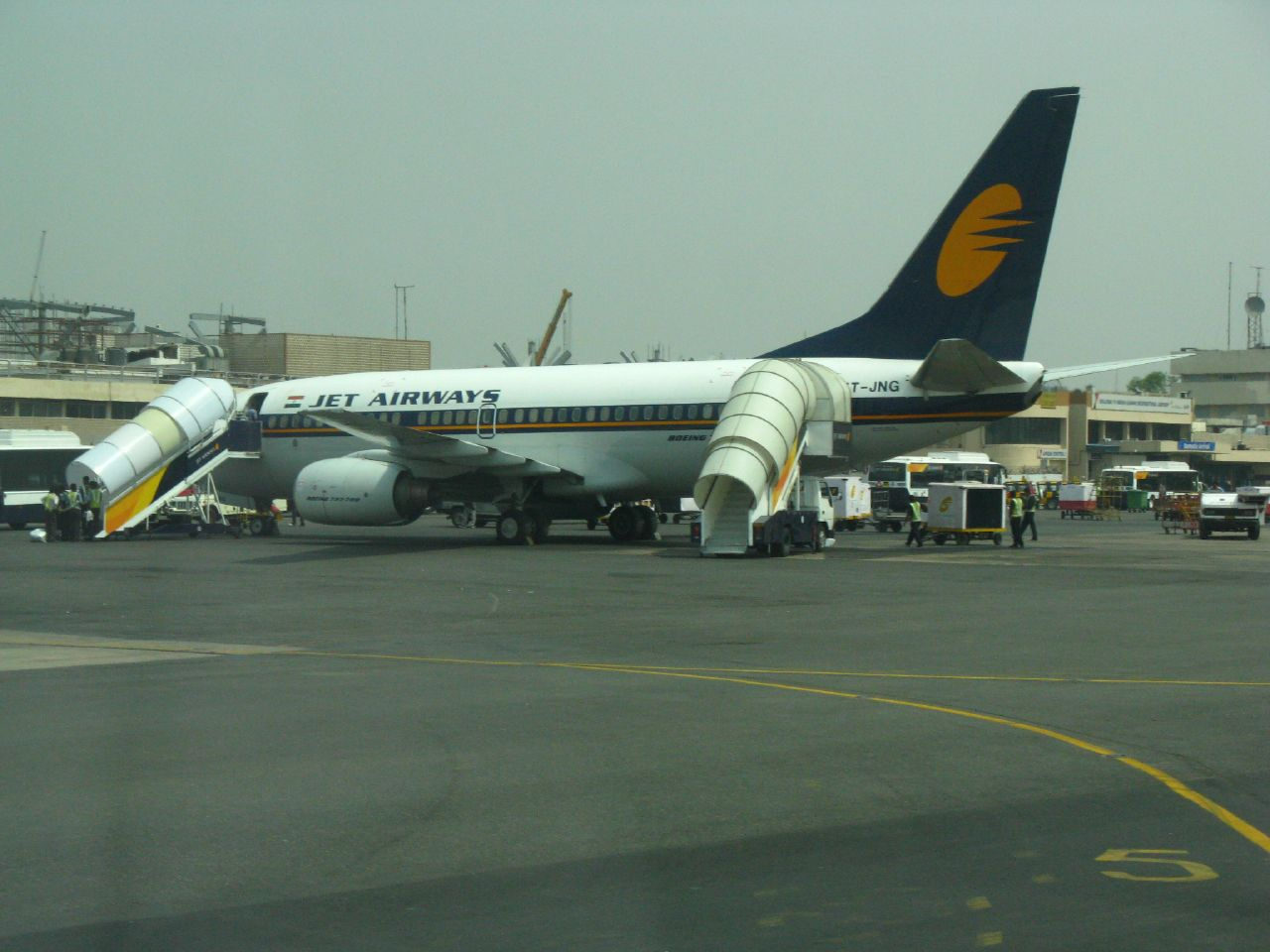
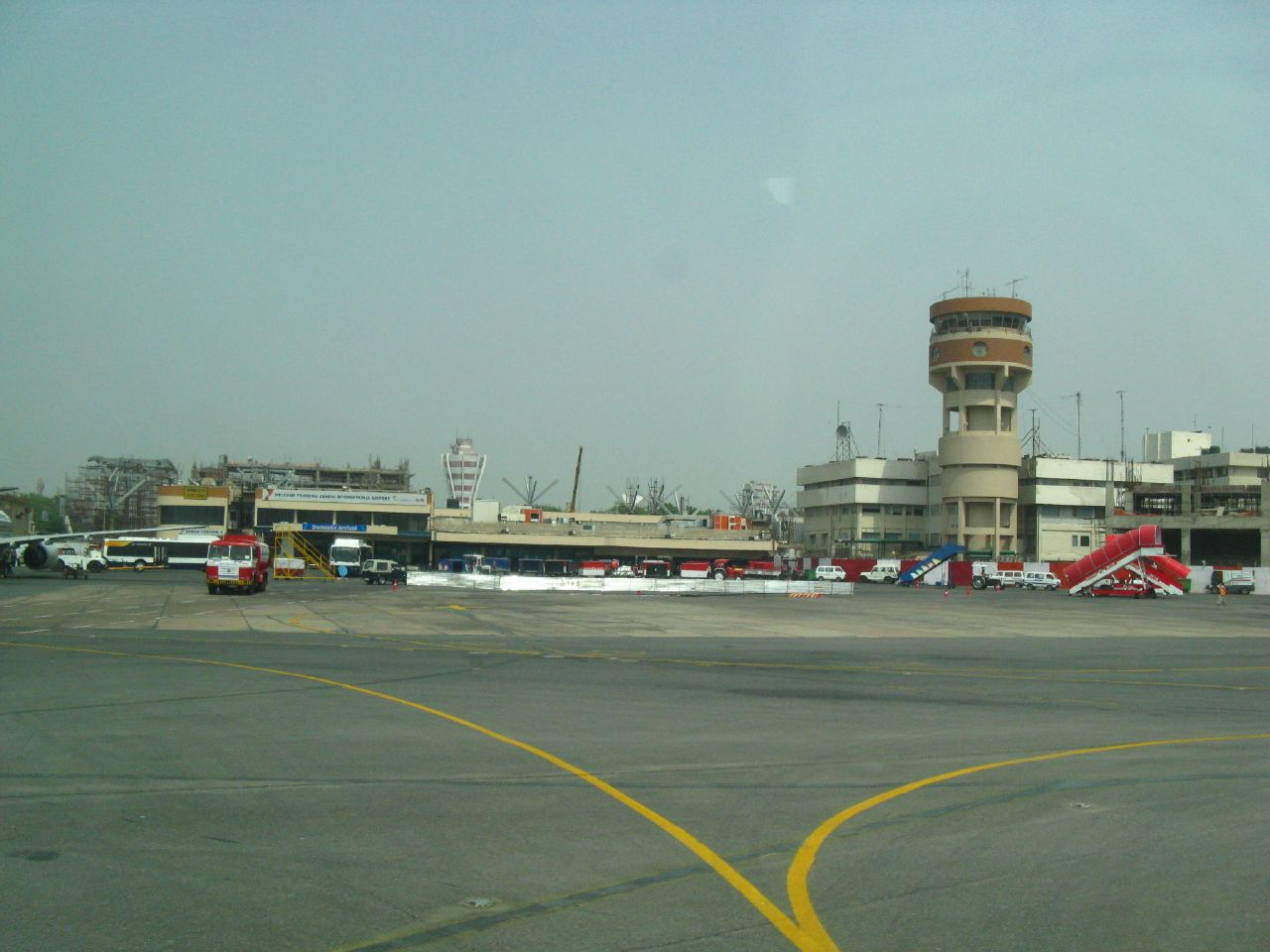